# Korozja cierna
Korozja cierna – rodzaj korozji, która występuje, gdy dociskane do siebie dwa elementy wzajemnie przemieszczają się, w niewielkim stopniu lecz powtarzalnie. Zjawisko występuje np. w połączeniach gwintowych, połączeniach śrubowych lub nitowych albo w łożyskach tocznych, zarówno między pierścieniami a ruchomą obudową, jak i między kulkami a bieżniami, kiedy łożyska podlegają małym drganiom i nie obracają się. W przypadku stali charakterystyczne produkty korozji mają postać czerwono-brunatnego proszku.